# آسين جورجييف
آسين جورجييف (بالبلغارية: Асен Георгиев) هو لاعب كرة قدم بلغاري في مركز الدفاع، ولد في 9 يوليو 1993 في بورغاس في بلغاريا. شارك مع منتخب بلغاريا تحت 21 سنة لكرة القدم. أما مع النوادي، فقد لعب مع بوتيف فراتسا وليفسكي صوفيا ونادي لوكوموتيف بلوفديف.

## وصلات خارجية
- آسين جورجييف على موقع الاتحاد الأوربي (الإنجليزية)
- آسين جورجييف على موقع قاعدة بيانات كرة القدم.إي يو (الإنجليزية)
- آسين جورجييف على موقع Soccerway.com (الإنجليزية)